# Agrotisia
Agrotisia é um gênero de traça pertencente à família Arctiidae.

## Espécies
- Agrotisia evelinae Benjamin, 1933
- Agrotisia subhyalina Hampson, 1908
- Agrotisia williamsi (Schaus, 1923)